# Gormiti (serial animowany 2012)
Gormiti (ang. Gormiti: Nature Unleashed, od 2012) – włoski serial animowany wyprodukowany przez spółkę Giochi Preziosi i Mondo TV na podstawie serii zabawek Gormiti. Serial został wykonany w technice trójwymiarowej CGI.
Światowa premiera serialu miała miejsce 17 września 2012 roku na włoskim kanale Cartoon Network. W Polsce premiera serialu odbyła się 6 lipca 2013 roku na kanale Cartoon Network.

## Fabuła
Gdy starożytne źródło wszelkiego zła – Magor, przywódca ludu Wulkanu ponownie pojawia się na Wyspie Gorm, książęta z pięciu regionów odpowiadających żywiołom ziemi, powietrza, lasu, morza i wulkanu muszą w szybkim tempie opanować moc Gormiti, która jest kluczem do władania siłami natury. Jeśli posłuchają rad Starego Mędrca i zdołają zapanować nad siłami przyrody, mają szansę stać się prawdziwymi bohaterami.

## Bohaterowie

### Pozytywni
- Lord Agrom – odważny, dociekliwy, pełen dobroci, młody Lord Agrom miłuje swych podwładnych, lecz różni się od innych Gormitów Ziemi: uważa, że kluczem do pokonania Magora jest zawarcie przymierza ze wszystkimi nacjami Gorm. Agrom ze swoim niepowstrzymanym kamiennym młotem jest gotowy poprowadzić innych władców Gorm do wielkiej walki na miarę pradawnych czasów.
- Lord Noctis – młody, silny i arogancki. Jest Władcą Powietrza. W walce Noctis posługuje się śmiertelnie niebezpiecznym mieczem o podwójnym ostrzu, a swoich przeciwników pokonuje dzięki sile wiatru i gwałtownym burzom. Dziedzic szlacheckiej rodziny i syn króla Nadara - Książę Gorm - lepiej niż ktokolwiek inny zna moce swoich Gorm Stone’ów, co sprawia, że jest on jednym z najpotężniejszych Władców sił natury.
- Lord Piron – łagodny i refleksyjny książę Królestwa Morza to najspokojniejszy spośród czterech Władców sił natury. Nawet jeśli książę czasami wydaje się nieśmiały i niezdarny, jego niezłomny charakter pozwala przezwyciężyć każde zło. Podobnie jak spokojne morze potrafi ukryć sztorm, za spokojem Pirona kryje się jego zawzięty i waleczny duch gotowy poświęcić wszystko dla dobra Gorm. Ma brata Derona.
- Lord Tasaru – najmłodszy i najbardziej przyjazny z książąt Gorm. Lord Tasaru to waleczny Władca Lasu i najsilniejszy wojownik swojego plemienia. Lord Tasaru dowodzi całym Królestwem Natury, a jego wrogami są wszyscy jej przeciwnicy. Władca Lasu w walce posługuje się pnączami do obezwładniania wrogów, gałęziami i korzeniami do atakowania oraz nasionami i kolcami, które służą jako kule.
- Stary Mędrzec – strażnik wyspy i mentor władców. Jest bratem Magora.
- Matka Natura – duch wyspy i przyjaciółka Starego Mędrca. Stawała się zła przez Ognisty umysł Magora.

### Negatywni
- Magor – pokonany przez pradawnych Władców sił natury Magor pojawił się ponownie we współczesnej erze, aby odzyskać panowanie nad terrorem. Nawet obdarty ze swych mocy Gorm Stone’ów Magor jest nadal uosobieniem strachu dla całej wyspy Gorm. Władcy sił natury będą mieli nie lada wyzwanie: Magor powrócił i jest gotowy zrobić wszystko, by odzyskać swoje moce.
- Firespitter – to najokrutniejszy z generałów Magora, który przypomina chodzące palenisko. Firespitter uzbrojony jest w śmiercionośną kosę wulkaniczną, dzięki której może przedzierać się nawet przez najgrubsze mury. Na szczęście dla naszych bohaterów jego okrucieństwo idzie w parze z jego głupotą. Władcy często pokonują go, wykorzystując jego własną arogancję, ale każde zwycięstwo okupione jest wielkim cierpieniem.
- Andrall – to jeden z najbardziej zdradliwych generałów Magora, który marzy, by stać się nowym Władcą Wulkanu, zdradzając swego mistrza i odbierając mu jego moc. Andrall potrafi przechytrzyć nawet Ludzi Powietrza i stanowi prawdziwe zagrożenie dla Władców sił natury. Nasi bohaterowie muszą zignorować jego słowa, w przeciwnym razie będą walczyć przeciwko sobie.
- Fume – ninja Wulkanu - to prawdziwe zagrożenie dla naszych bohaterów: jeśli chce, jest niedostrzegalny, a usłyszeć daje się, gdy jest już za późno. Fume potrafi rozpłynąć się w chmurze dymu i zjawić się wiele metrów dalej. Fume uzbrojony jest w śmiertelne, wulkaniczne nunczako i shurikeny i jest niezwykle groźny zarówno dla swoich wrogów, jak i sprzymierzeńców.
- Sceven – to owiana tajemnicą postać, która skrywa swe pochodzenie i nie wyjawia, do którego plemienia należał, zanim przeszedł na ciemną stronę mocy i szaleństwa. Sceven zanurzył się w lawie, aby zmienić się w przerażające stworzenie, przez co jego dotyk może zabijać każdą napotkaną na jego drodze istotę! Ma na pieńku z Lordem Tasaru.

## Wersja polska
Wersja polska: SDI Media Polska

Reżyseria i dialogi: Krzysztof Pieszak

Montaż: Magdalena Waliszewska (odc. 14)

Wystąpili:
- Przemysław Wyszyński – Noctis
- Otar Saralidze – Agrom
- Józef Pawłowski – Piron
- Jakub Szydłowski – Tasaru
- Grzegorz Pawlak – Stary Mędrzec
- Mikołaj Klimek – Firespitter (odc. 1, 3, 10-11, 13, 17, 25)
- Zbigniew Konopka – Andral (odc. 2, 5, 9, 11, 15, 21, 25)
- Janusz Zadura – Petrifus (odc. 4, 6, 18, 20, 23)
- Cezary Kwieciński – 
  - strażnik muru (odc. 7),
  - Fume (odc. 8, 11, 14-15, 20, 25)

oraz:
- Jacek Król – Magor
- Agnieszka Kunikowska – Matka Natura
- Grzegorz Kwiecień – Condo (odc. 1, 14, 19, 22-23)
- Janusz Wituch – Król Nadar (odc. 2, 17, 20, 22-23)
- Paweł Szczesny – 
  - Powietrzny Gormita (odc. 2),
  - Wodny Gormita (odc. 16),
  - jeden z Gormitów Ziemi (odc. 23)
- Karol Wróblewski – Deron (odc. 3)
- Dariusz Odija – Sceven (odc. 4, 6-7, 11, 16, 18, 23, 25)
- Anna Apostolakis-Gluzińska – Leśna Gormitka (odc. 10)
- Waldemar Barwiński – Deron (odc. 16, 20, 23)
- Brygida Turowska-Szymczak – Matka Natura (odc. 20-24)
- Dariusz Błażejewski
- Michał Podsiadło – jeden z Gormitów Wody (odc. 23)
- Krzysztof Szczerbiński

Lektor: Artur Kaczmarski

## Spis odcinków
| Premiera odcinka | N/o | Polski tytuł              | Angielski tytuł              |
| ---------------- | --- | ------------------------- | ---------------------------- |
|                  |     |                           |                              |
| SERIA PIERWSZA   |     |                           |                              |
|                  |     |                           |                              |
| 06.07.2013       | 01  | Pilot                     | Pilot                        |
|                  |     |                           |                              |
| 13.07.2013       | 02  | Powietrze                 | The Air Up There             |
|                  |     |                           |                              |
| 20.07.2013       | 03  | Wzburzone wody            | Raging Waters                |
|                  |     |                           |                              |
| 27.07.2013       | 04  | Głębokie korzenie         | Deep Roots                   |
|                  |     |                           |                              |
| 03.08.2013       | 05  | Piąty kamień              | The Fifth Stone              |
|                  |     |                           |                              |
| 10.08.2013       | 06  | Gerz                      | Gerz So Good                 |
|                  |     |                           |                              |
| 17.08.2013       | 07  | Ogniste rzeki             | Rivers of Fire               |
|                  |     |                           |                              |
| 24.08.2013       | 08  | Płonące serce             | Burning Heart                |
|                  |     |                           |                              |
| 31.08.2013       | 09  | Upadłe niebo              | The Sky Is Falling           |
|                  |     |                           |                              |
| 07.09.2013       | 10  | Przypływ                  | Riptide                      |
|                  |     |                           |                              |
| 14.09.2013       | 11  | Siłą, czy sposobem        | Power Play                   |
|                  |     |                           |                              |
| 21.09.2013       | 12  | Braterstwo                | Brotherhood                  |
|                  |     |                           |                              |
| 28.09.2013       | 13  | Ogniste wrota percepcji   | The Fire Doors Of Perception |
|                  |     |                           |                              |
| 05.10.2013       | 14  | Wichrzyciel               | Fire Brand                   |
|                  |     |                           |                              |
| 12.10.2013       | 15  | Ognisty portal            | The Portal of Fire           |
|                  |     |                           |                              |
| 19.10.2013       | 16  | Wojna ryb                 | The Pisces War               |
|                  |     |                           |                              |
| 26.10.2013       | 17  | Ogień na niebie           | Fire in the Sky              |
|                  |     |                           |                              |
| 02.11.2013       | 18  | Jeśli drzewo upadnie      | If a Tree Falls              |
|                  |     |                           |                              |
| 09.11.2013       | 19  | Kamień i szkło            | The Stone And The Glass      |
|                  |     |                           |                              |
| 16.11.2013       | 20  | Poświęcenie               | The Sacrifice                |
|                  |     |                           |                              |
| 23.11.2013       | 21  | Twarz w piasku            | The Face In The Sand         |
|                  |     |                           |                              |
| 30.11.2013       | 22  | Bestia z Orlego Szczytu   | The Beast Of Eagle’s Peak    |
|                  |     |                           |                              |
| 07.12.2013       | 23  | Cień nadziei              | A Shadow of Hope             |
|                  |     |                           |                              |
| 14.12.2013       | 24  | Wszystko na swoim miejscu | Everything in its Place      |
|                  |     |                           |                              |
| 21.12.2013       | 25  | Wszyscy za jednego        | All for One                  |
|                  |     |                           |                              |
| 28.12.2013       | 26  | Zakończenie               | To All Things… an Ending     |